# Schempp-Hirth Quintus
Der Quintus ist ein einsitziges Segelflugzeug der Firma Schempp-Hirth mit 23 Metern Spannweite und Wölbklappen. Es wird vorerst nur als Eigenstarter unter der Bezeichnung Quintus M angeboten.

## Geschichte
Der Quintus wurde der Öffentlichkeit auf der AERO 2011 in Friedrichshafen vorgestellt, zusammen mit der Lange Antares 23E von Lange Aviation. Die Konstruktion der beiden Typen erfolgte in enger Zusammenarbeit von Schempp-Hirth und Lange Aviation, sie unterscheiden sich hauptsächlich in Rumpf, Außenflügel und Hilfsmotor. Das Tragflächenkonzept wurde von Lange Aviation und Loek Boermans erstellt, ebenso stammen Strukturauslegung, Ballastsystem und Steuerung von Lange Aviation. Außenflügel und Winglets des Quintus stammen von Mark Maughmer. Bereits im Oktober 2011, also noch vor dem Erstflug, begann Lange Aviation mit der Serienproduktion der inneren Tragflächen, die Außenflügel und Winglets des Quintus werden von Schempp-Hirth produziert.
Der Erstflug des Quintus fand am 23. Dezember 2011 auf dem Flugplatz Hahnweide statt, Pilot war Tilo Holighaus. Die eigentliche Flugerprobung begann am 11. Januar 2012 durch Entwicklungsingenieur Andy Lutz. Beim ersten Wettbewerbseinsatz wurde der Franzose Laurent Aboulin mit dem Flugzeug Weltmeister in Uvalde. Aufgrund von rechtlichen Auseinandersetzungen zwischen Schempp-Hirth und Lange Aviation kann der Quintus seit einigen Jahren nicht mehr neu vermarktet werden. Eine Steigerung der geringen Anzahl von 15 produzierten Exemplaren ist daher nicht mehr zu erwarten.

## Konstruktion
Die Tragflächen mit superelliptischem Grundriss und einer Spannweite von 23 Metern beinhalten neun aufeinander abgestimmte und ineinander übergehende Laminarprofile. Sie weisen eine hohe Streckung auf und beinhalten Tanks für bis zu 250 Liter Wasserballast zur Erhöhung der Flächenbelastung. Der Quintus wurde gezielt für eine hohe Flächenbelastung ausgelegt: Bei einer zugelassenen Startmasse von 850 kg und einer Flügelfläche von lediglich 14,45 m² beträgt die maximale Flächenbelastung 58,8 kg/m².
Rumpf und Cockpit wurden von Schempp-Hirth komplett neu entwickelt.
Als Antrieb dient ein SOLO-Zweitaktmotor. Das Spornrad ist in das Seitenruder integriert und somit lenkbar.

## Technische Daten
|                          | Quintus M         |
| ------------------------ | ----------------- |
| Sitzplätze               | 1                 |
| Spannweite               | 23 m              |
| Flügelfläche             | 14,7 m²           |
| Flügelstreckung          | 36                |
| Rumpflänge               | 7,83 m            |
| max. Startmasse          | 850 kg            |
| max. Zuladung Führersitz | 110 kg            |
| Flächenbelastung         | ca. 39–58 kg/m²   |
| Triebwerksleistung       | ca. 70 PS (52 kW) |